# Saint-Jean-sur-Reyssouze
Saint-Jean-sur-Reyssouze è un comune francese di 736 abitanti situato nel dipartimento dell'Ain della regione dell'Alvernia-Rodano-Alpi.
Come si evince dal nome, il territorio comunale è bagnato dalle acque del fiume Reyssouze.

## Società

### Evoluzione demografica
Abitanti censiti